# مقاطعة لومبكن (جورجيا)
مقاطعة لومبكن (بالإنجليزية: Lumpkin County)‏ هي إحدى المقاطعات في ولاية جورجيا في الولايات المتحدة الأمريكية. عدد السكان طبقا لتقييم سنة 2000 هو 21016 نسمة.

## أعلام
- ديفيد دبليو. لويس